# V465 Возничего
V465 Возничего (лат. V465 Aurigae) — одиночная переменная звезда в созвездии Возничего на расстоянии (вычисленном из значения параллакса) приблизительно 6096 световых лет (около 1869 парсеков) от Солнца. Видимая звёздная величина звезды — от +13,3m до +12,5m.

## Характеристики
V465 Возничего — красная пульсирующая полуправильная переменная звезда типа SRB (SRB) спектрального класса M. Эффективная температура — около 3294 K.